# Pierre Gabus
Pierre Gabus (né le 6 octobre 1965) est un scénariste français de bande dessinée.

## Œuvres publiées
- Valbert, avec Romuald Reutimann, Paquet, 2 vol., 2004-2006.
- Cité 14, avec Romuald Reutimann, Paquet, 12 vol., 2007-2008.
- Cité 14. Saison 2, avec Romuald Reutimann, Les Humanoïdes associés, 6 vol., 2011-2012.
- L'Extravagante Croisière de Lady Rozenbilt[1], avec Romuald Reutimann (dessin) et Delphine Rieu (couleur), Les Humanoïdes associés, 2013.
- New Cherbourg Stories, Le Monstre de Querqueville, avec Romuald Reutimann, Casterman, 2020
- New Cherbourg Stories, Le Silence des Grondins, avec Romuald Reutimann, Casterman, 2020

## Récompenses
- 2012 : Prix de la série au festival d'Angoulême pour Cité 14 (avec Romuald Reutimann)[2],[3]